# Medium
Medium (sau mediu) este considerată o persoană care poate trece în stare de hipnoză, de transă, și despre care, în practicile oculte, se crede că poate comunica cu spiritele și poate servi ca intermediar între ele și cei vii.
Scepticii spun că fenomenul rezultat din aceste acțiuni este doar aparent, un rezultat al autosugestiei și dorinței interioare de a realiza acest lucru, sau doar o înșelătorie bine realizată.
Ocultistul francez Gérard Encausse, mai cunoscut sub numele Papus, clasifica mediumnitatea ca:
- pasivă, când persoana respectivă este un instrument pasiv al entității;
- activă, când persoana însăși este aceea care, prin voința ei, decide asupra actului paranormal.[necesită citare]

Mediumul este persoana care se naște cu presupusa putere de a comunica cu supranaturalul, astfel, fiind, clarvăzător/clarvăzătoare.

## Vezi și
- Listă de persoane considerate medii